# Телеорман (река)
Телеорман (рум. Teleorman) — река на юге Румынии, левый приток Веди (бассейн Дуная). Протекает по территории двух жудецов: Арджеш и Телеорман. Длина реки составляет 169 км, площадь бассейна — 1427 км².
На берегу Телеормана расположены следующие населённые пункты: город Костешти, коммуны Албота, Бузоешти, Реча, Извори и другие.

## Притоки
- левые притоки: Мареш, Албота, Бэйдана, Неграш, Параул Добрей, Клэница, Ваджиштя[англ.];
- правые притоки: Валя Копацилор, Буцов, Телеорманел.